# Premi Mots Passants de traducció del francès
El Premi Mots Passants de traducció fou un guardó concedit pel Departament de Filologia Francesa i Romànica de la Universitat Autònoma de Barcelona entre l'any 2009 i l'any 2014, que distingia la millor traducció d'un llibre escrit en llengua francesa publicat en català i castellà durant l'any anterior. Es tractava d'un guardó destinat a dignificar, amb un reconeixement oficial, la feina dels traductors i, alhora, la literatura de qualsevol gènere de l'àmbit francòfon.

## Guanyadors
- 2009: Maria Verdaguer per Tom és mort, de Marie Darrieussecq, i Mercedes Cebrián per Lo infraodinario, de Georges Perec.[1]
- 2010: Anna Casassas pel Manuscrit trobat a Saragossa, de Jan Potocki, i Carlos Manzano per El tiempo recobrado, de Marcel Proust.[1][3]
- 2011: Andreu Subirats per Les balades, de François Villon, i Maria Teresa Gallego per El horizonte, de Patrick Modiano.[1]
- 2012: Antoni Clapés per Tomba de Lou, de Denise Desautels, i Javier Bassas per La gran borrachera, de René Daumal.[1]
- 2013: Joaquim Sala-Sanahuja per Locus Solus, de Raymond Roussel, i Gabriel Hormaechea per Gargantúa y Pantagruel (Los cinco libros), de François Rabelais.[1][4]
- 2014: Jordi Martín Lloret, per L'escuma dels dies, de Boris Vian, i Juana Salabert, per La sinfonía del lobo, de Marius Daniel Popescu.[1][5]